# Baltasar Lezáun Andía
Baltasar Antonio de Lezáun y Andía Goñi (Estella, 14 de enero de 1663-Dicastillo, 24 de febrero de 1727) fue un abogado y escritor español que, cuando enviudó, se ordenó sacerdote. Como autor escribió varias obras, entre las que destaca una histórica sobre Estella y otra genealógica sobre los condes de Lerín.

## Biografía
Nacido en 1663 en Estella, fueron sus padres Juan de Lezáun y Andía, letrado y abogado, y María Clara de Goñi.
Estudió durante cinco años leyes en la Universidad de Salamanca y en la Universidad de Huesca donde recibió el grado de bachiller. Tras dos años y medio de prácticas como pasante, en 1684 empieza a ejercer de abogado. 
Se casó con Josefa Torres en 1685 quedando en 1704 viudo. El ducado de Alba le confió «la contabilidad de Alba de Tormes, y más tarde la alcaldía mayor de la villa y condado de Lerín.»
Tras enviudar profesó como religioso y en 1711 ya figura como presbítero en el Puy de Estella donde «veló a su hijo Juan Francisco, que casó con María Catalina Araño, en 1717». Ordenado ya sacerdote, bautizó a una nieta suya, firmando en la partida de bautismo como «Baltasar Lezáun Andía y Clavijo» de igual forma a como «firma también en la carta dirigida en 1690 al P. Francisco de Alesón.» Para 1718 ya estaba desempeñando como abad de Dicastillo y ejerciendo igualmente «el cargo de Provisor de la diócesis de Calahorra».
De su capacitación y competencia como abogado también se valió la Diputación de Navarra en varias ocasiones. En la sesión de esta institución, el 31 de mayo de 1717, «se leyó una carta del señor Lezáun fecha en Estella, el 25 de dicho mes y año avisando que remitía el manifiesto que se le encargó por el reino sobre los cuarteles.» De nuevo, «le encomendó la Diputación, como veremos, los informes sobre la cuestión de los Alduides y sobre la de las Aduanas.»

## Obras
Entre sus escritos y obras se distinguen tres clases: Impresos, juicios de libros y  manuscritos. 

### Informes
- Informe sobre el aprovechamiento de los montes Alduides. 1717, encargado por la Diputación del Reino de Navarra.

### Manuscritos
- Memorias de los señores condes de Lerín. Un manuscrito editado por primera vez por Mariano Arigita Lasa en Madrid, en 1912.[3]
- Memorias históricas de la ciudad de Estella. Manuscrito escrito hacia 1698, tuvo gran difusión mediante varias copias manuscritas, habiendo incluso una conservada en el Museo Británico.[4][5] En 1990, editado por María del Carmen Lacarra Ducay, Fernando Pérez Ollo y Gaspar Castellanos, el Gobierno de Navarra publicó. ISBN 84-235-0987-7.[6][7]
- Libro genealógico de la Casa del Condestable de Nabarra. Es un manuscrito inédito escrito hacia 1702.[8]
- Epitome genealògico de los Duques de Alba y Condes de Lerin, año 1703. Conservado en la Real Academia de la Historia.[9]